# Scream Queen Hot Tub Party
Scream Queen Hot Tub Party è un film statunitense del 1991 diretto da Jim Wynorski e Fred Olen Ray. È una sorta di collage di clip di film del genere slasher introdotti tramite dei flashback dalle cinque protagoniste regine dell'urlo.

## Trama
Cinque attrici si riuniscono in un inquietante palazzo dal Conte Orlock, che però non si trova. Nell'attesa entrano nella vasca idromassaggio e discutono del loro status di regine dell'urlo.

## Produzione
Il film è un mediometraggio prodotto e diretto da Jim Wynorski (accreditato come Arch Stanton) e Fred Olen Ray (accreditato come Bill Carson) e girato in un solo giorno a Hollywood, in California. I due hanno scritto anche la sceneggiatura. Un titolo alternativo è Hollywood Scream Queen Hot Tub Party. Le cinque attrici, che interpretano se stesse, sono: Brinke Stevens, Monique Gabrielle, Kelli Maroney, Michelle Bauer, e Roxanne Kernohan.
Fred Olen Ray ha spiegato in un'intervista che lui e Wynorski hanno deciso di realizzare il film rendendosi conto che le classiche videointerviste alle regine dell'urlo non erano abbastanza interessanti per il pubblico, mentre avrebbero venduto molte copie se fossero state in topless.

## Distribuzione
Il film fu distribuito nel 1991 solo nel circuito direct-to-video dalla WynRay Video e dalla Retromedia Entertainment (in DVD nel 2004).

## Critica
Joe Bob Briggs ha scritto che è il suo genere di film e gli ha assegnato due stelle e mezzo, consigliando di dargli un'occhiata.